# Ren'Py
Ren’Py (от ren и Python) — бесплатный, свободный и открытый движок для создания визуальных романов (графических квестов с диалоговой системой) в 2D-графике.
Поддерживает платформы Windows (XP+, x86, x86_64), Linux (x86, x86_64, glibc 2.3+) и macOS (10.6+, x86_64 и ppc), также запуск игр поддерживается на Android (5.0+, с OpenGL ES 2.0), Chrome (через расширение ARC Welder в основанных на Chrome браузерах и в Chrome OS и iOS+.

## Описание
Ren’Py распространяется бесплатно и является программой с открытым исходным кодом и может быть свободно модифицирован и использован как для некоммерческих, так и коммерческих целей. Созданным на нём играм быть с открытыми исходными кодами не обязательно.
Создание простых игр в данном конструкторе по сложности доступно для любого желающего, но для более сложных игр необходимо изучить и применять скриптовый язык Python: есть возможности для создания оригинальной манги, в том числе подключение видео и использование различных спецэффектов на движке; также можно подключать мини-игры, системы подсчёта параметров для усложнения игрового процесса. Есть возможность редактировать нетекстовый скрипт проекта прямо из игры при помощи внутриигрового инструмента Интерактивный Директор.
По умолчанию Ren’Py уже настроен на создание типичной игры жанра визуальных романов содержащей: 
- главное меню с возможностью настройки, сохранения и загрузки игры;
- автоматическое сохранение игры;
- откат, для возвращения ранее показанного экрана;
- интеллектуальную загрузку изображений, которая загружает изображения в фоновом режиме, что предотвращает задержки во время игры;
- поддержку управления игрой при помощи мыши, клавиатуры или геймпада (джойстика);
- полноэкранный и оконный режим;
- возможность пропускать текст при воспроизведении, в том числе возможность показывать только текст, который не был показан ранее;
- автоматическую прокрутку текста без использования клавиатуры, что может быть удобно при больших объёмах текста;
- возможность скрывать текст так, что пользователь может видеть изображения за ним;
- способность самостоятельно изменить музыку, звуковые эффекты, и громкость голоса.

Также при использовании новой версии GUI 7 доступно множество нововведений:
- история, позволяющая просматривать уже прочитанные диалоги;
- экран помощи, показывающий при вызове основные клавиши управления на клавиатуре, мыши и геймпаде;
- настраиваемый экран «Об игре», изначально содержащий название и версию игры, версию Ren’Py и лицензию;
- оптимизация под мобильные устройства по умолчанию.

Графика и качество игры, созданной в данном конструкторе, зависит в большей степени от авторских умений рисовать.
Также движок даёт возможность:
- представлять текст как в ADV, так и в NVL-стиле;
- настроить практически любой элемент интерфейса.

Интерфейс движка переведён на русский язык, а также имеется русскоязычное обучение.

## Поддерживаемые форматы
- Форматы графики: JPEG, PNG, WebP, BMP, GIF (без анимации)[5].
- Аудио-форматы: Opus, Ogg Vorbis, WAV (только PCM), MP3[6], MP2[5][6].
- Видеокодеки: Theora, VP9, VP8, MPEG 4 Part 2[6], MPEG 2[6], MPEG 1[6].
- Форматы шрифтов: TrueType, SFont, BMFont, MudgeFont[5].

Движок поддерживает много языков, в том числе русские шрифты (юникод).